# Asociación Médica Argentina
La Asociación Médica Argentina (AMA) es una organización científica, sin fines de lucro, que agrupa a médicos en la República Argentina, cuya sede está en Buenos Aires y con delegaciones en el interior del país. Sus objetivos fundamentales son la especialización, el perfeccionamiento y la actualización profesional.

## Características generales
Se creó en 1891 como sociedad científica para promover la ciencia médica y mejorar la salud y el bienestar social.
En su sede se realizan sesiones científicas para difundir la información, los avances y los distintos aspectos de la medicina.
Está compuesta por secciones y/o filiales que representan diferentes especialidades y subespecialidades médicas. Su número es cada vez mayor, en razón de la complejidad que la ciencia médica adquiere día a día.
Constituye un centro de enseñanza de distintas especialidades y desarrolla múltiples actividades (congresos, jornadas, cursos, seminarios, ateneos, conferencias, etc.) en las áreas de educación médica continua y de posgrado.
Los miembros de la AMA requieren ser médicos con una conducta, honestidad y moralidad propia de la profesión.

## Presidentes
Los presidentes de la AMA con sus períodos respectivos se muestran a continuación:
1. Pedro F. Roberts (1891)
2. Emilio R. Coni (1891-1893)
3. Eufemio Uballes (1893-1894)
4. Roberto Wernicke (1894-1897)
5. Baldomero Sommer (1897-1899)
6. Enrique Bazterrica (1899-1900)
7. Abel Ayerza (1900-1901)
8. José M. Escalier (1901-1902)
9. José F. Molinari (1902-1903)
10. Ángel M. Centeno (1903-1904)
11. Pedro Benedit (1904-1905)
12. Maximiliano Aberastury (1905-1906)
13. Daniel J. Cranwell  (1906-1907)
14. Marcelino Herrera Vegas (1907-1908)
15. Horacio G. Piñero (1908-1909)
16. José Ingenieros (1909-1910)
17. Máximo Castro  (1910-1911)
18. José Arce (1911-1912)
19. Julio Méndez (1912-1913)
20. Marcelo Viñas (1913-1914)
21. Mariano Alurralde (1914-1915)
22. Joaquín Llambías (1915-1916)
23. Ángel M. Centeno (1916-1917)
24. Carlos Robertson Lavalle (1917-1919)
25. Pedro Escudero (1919-1922)
26. Eliseo V. Segura (1922-1924)
27. Juan Carlos Navarro (médico) (1924-1926)
28. Carlos Bonorino Udaondo (1926-1928)
29. J. Jacobo Spangenberg (1928-1930)
30. Mariano R. Castex (1930-1932)
31. Juan M. Obarrio (1932-1934)
32. Juan Raúl Goyena (1934-1936)
33. Carlos Mainini (1936-1942)
34. Nicolás Romano (1942-1946)
35. José Valls (1946-1949)
36. Rodolfo Eyherabide (1950-1955)
37. Carlos Ottolenghi (1956-1958)
38. José Belbey (1958-1960)
39. Humberto Rafael Rugiero (1960-1964)
40. Eduardo Capdehourat (1964-1976)
41. Egidio Mazzei (1976-1978)
42. Francisco Javier Romano (1978-1982)
43. Carlos Reussi (1982-1992)
44. Luis Julio González Montaner (1992-1998)
45. Elías Hurtado Hoyo (1998- 2015).
46. Miguel A Galmés (2015-continúa).

Todos ellos de reconocida capacidad y notoriedad como también precursores y propulsores de la medicina en la Argentina en sus respectivas especialidades.

## Objetivos
Se destacan dentro del Estatuto de la AMA los siguientes:
1. Realizar actividades científicas facilitando el intercambio entre sus miembros.
2. Estimular la investigación científica y contribuir al progreso de la medicina.
3. Colaborar con la enseñanza médica en el país.
4. Publicar los trabajos de interés científico para difundir los conocimientos y estimular la investigación médica.
5. Fomentar las relaciones científicas con otras sociedades similares del extranjero.

## Estructura organizativa
Se compone de una Asamblea General, una Comisión Directiva y un Consejo.
La administración de la AMA está a cargo de una Comisión Directiva dirigida por un presidente. Es elegida por la mayoría de los asociados presentes en la Asamblea General Ordinaria.
El Consejo de la AMA está constituido por la Comisión Directiva y los presidentes de las Secciones y Filiales. 
El actual presidente de la AMA es el Dr. Miguel A Galmés.

## Secciones y filiales
Con el fin de organizar los esfuerzos científicos en cada especialidad o disciplina se crean las Secciones y filiales, que son cada vez más importantes y concurridas, debido al progreso incesante de las ciencias de la salud.
En ellas se desarrollan conferencias y mesas redondas y también se discuten complejos casos clínicos con el fin de resolver su diagnóstico y tratamiento. También en ellas se llevan a cabo Jornadas, Cursos y otras actividades formativas.
Algunas de ellas son: alergia e inmunopatologia, broncoesofagología, cancerología, cirugía plástica, cirugía torácica, angiología y cirugía vascular, coloproctología, dermatología, ética médica (deontología), farmacología, flebología y linfología, genética, geriatría y gerontología, hepatología, historia de la medicina, infectología, mastología, medicina crítica y terapia intensiva, medicina de urgencias y emergentología, medicina del deporte, medicina del trabajo, medicina física y rehabilitación, medicina interna, medicina legal y toxicología, medicina social, neumonología, neurocirugía, neurología, obesidad y trastornos alimentarios, otorrinolaringología, psiquiatría y salud mental, radiología, urología, etc.

## Biblioteca y hemeroteca
Fundada en 1891. Es de carácter público y su especialidad es la medicina, la biomedicina y ciencias afines. Fondos bibliográficos: a) libros: 30 000 volúmenes y b) revistas: 1500 títulos. Colecciones: a) abiertas: 700 y b) cerradas: 450. 
La biblioteca cuenta con un acervo de miles de volúmenes de libros actualizados permanentemente con el ingreso de cientos de volúmenes nuevos por año. La hemeroteca actualiza sus títulos permanentemente. Ambas cuentan con publicaciones médicas nacionales y extranjeras en todos los temas y son de las más completas del país. Están especializadas en todas las áreas de la medicina. Realiza intercambio de publicaciones con otras entidades. 
La base de datos cubre un período de más de 20 años, incluyendo publicaciones argentinas, latinoamericanas y españolas. Alcanza unos 57 mil registros. 
Posee actualizaciones de la National Library of Medicine (Med- line). Pone a disposición de los interesados una serie de base de datos como Cochrane Reviews (The Cochrane Library), NHS (University of York), HSTAT (National Library of Medicine), AHCPR (Agency for health care policy and research), Bandolier,  LILACS (Literatura Latinoamericana y del Caribe en Ciencias de la Salud, OPS-OMS), etc.. Todas ellas crecientes colecciones de revisiones y normas destinadas básicamente a la atención de la salud. 
Entre los servicios que ofrece, se destacan:
1. Servicios en sala: los usuarios pueden consultar las bases de datos que dispone la AMA y también tienen acceso a Internet en sala. Allí, pueden realizar sus propias búsquedas, acceder a los textos completos de publicaciones periódicas, consultar novedades, editoriales, información sobre congresos y cursos de postgrado, etc.
2. Actualización bibliográfica: ofrece un servicio de actualización continua por el cual el interesado puede recibir citas y resúmenes de artículos sobre un tema de su interés.
3. Servicio por correo electrónico (e-mail): se pueden realizar pedidos de búsquedas bibliográficas por temas.
4. Préstamos domiciliarios de libros.

Puede verse información adicional en el Anexo: Biblioteca de la AMA.

## Educación virtual AMA
El rápido desarrollo de las tecnologías derivadas de las comunicaciones ponen a nuestro alcance un medio idóneo de capacitación interactiva ante los avances en las diferentes áreas del conocimiento.
El EDU-VIR-AMA es un área de educación desarrollada sobre la base de tecnologías de la información y las comunicaciones (TICs). Abarca los emprendimientos educativos -formativos y de actualización- dirigidos al desarrollo profesional continuo soportado sobre TICs, comprendiendo cursos de actualización, programas de actualización y desarrollo, tratados multimedia, etc., variando el soporte de acuerdo a las necesidades (CD Rom, Internet diferido o en vivo, teleconferencias, etc.)
Se puede acceder a la biblioteca médica digital que cuenta con un centenar de títulos publicados y realizar cursos por Internet.
Información adicional puede verse en el Anexo:Educación virtual de AMA.

## Escuela de Graduados de la AMA
La EGAMA se inició en 1977. Su objetivo es contribuir con la educación de posgrado para los profesionales de la salud. Reúne y coordina todas las actividades educativas formales que se realizan en la AMA. Algunas de ellas, forman especialistas en distintas disciplinas. Su director actual es el Dr. Armando Arata.
Información adicional puede verse en el Anexo: Escuela de Graduados de la AMA con el listado temático de todas sus actividades.

## Revista de la Asociación Médica Argentina
Es el órgano oficial de publicación de la AMA. Fundada en 1891 y a la fecha se han publicado 126 volúmenes. Es de aparición trimestral.
Se distribuye a todos sus asociados. Los profesionales de diversas especialidades publican en ella sus artículos científicos, ya sean originales, de actualización, de casos clínicos, de diagnósticos por imágenes, de actualización bibliográfica, de educación médica continua, etc.
Inscripta en el Index Medicus: BIREME OPS (ISSN 0004-4830). Recibió el premio APTA-Rizzuto a la mejor revista médica, año 1968. Su actual editor es el Dr. Ángel Alonso.

## Premios
Tienen por objeto estimular la investigación científica, básica o aplicada en medicina. Los trabajos —escritos en castellano— deben ser inéditos e implicar un aporte científico original y significativo en el tema y en su tratado. Se otorgan diferentes premios a los mejores trabajos de distintas disciplinas.
Información adicional puede verse en el Anexo:Premios AMA con su listado temático.

## Recertificaciones médicas
La recertificación es un reconocimiento a la continua formación del especialista que le permite el mantenimiento y el incremento en el conocimiento profesional que redundará en beneficio para el paciente y la comunidad.
La realiza el Comité de Recertificación (CRAMA). A través de él, permite recertificar la especialidad a aquellos médicos con 5 años de especialista o que hayan cumplido los 5 años de su última recertificación. Su actual presidente es el Dr. Miguel Galmés.
Información adicional puede verse en el Anexo: Recertificación AMA con su listado temático.

## Inscripción y registro de peritos médicos
Por resolución N.º 669/2002 de la Corte Suprema de Justicia de la Nación (CSJN), realiza la inscripción anual de peritos en todas las especialidades médicas para actuar ante los Fueros Nacionales dentro del ámbito de la Capital Federal. Son las Cámaras Nacionales de Apelaciones: 1. Civil;  2. Civil y comercial federal; 3. Criminal y correccional; 4. Comercial; 5. Contencioso administrativo federal; 6. Del trabajo; 7. Seguridad social; 8. Penal económico. 
Por resolución CSJN 1470/2006 también realiza la inscripción anual de peritos médicos para actuar ante la Corte Suprema de Justicia de la Nación.
Información adicional puede verse en el Anexo:Inscripción y registros de peritos médicos en la AMA.

## Auspicios
Otorga auspicios a Congresos, Jornadas, Cursos, Simposios -locales y regionales, nacionales e internacionales- que se enmarquen dentro de los fines de la Asociación Médica Argentina.

## Reconocimiento oficial
La Cámara de Diputados de la Nación -por resolución del 17/05/2000- declaró de interés legistaltivo “las actividades científicas y de formación profesional que lleva adelante la Asociación Médica Argentina (AMA) en todo el territorio nacional y en Latinoamérica".

## Relaciones interinstitucionales
La AMA mantiene relaciones con la American Medical Association, la Confederación Médica Panamericana, el Ministerio de Salud Pública de la Nación Argentina, la Academia Nacional de Medicina, las Facultades de Medicina e instituciones médicas provinciales, etc.

## Historia
La AMA se creó en 1891, cuando Buenos Aires era aún la Gran Aldea, producto de la pujanza de la generación del ´80. Pocas sociedades científicas son previas; la Asociación Farmacéutica data de 1856, la Sociedad Científica Argentina, que hoy se alza en la misma manzana de la AMA, fue creada en 1872.
Presidió la primera sesión de agosto de 1891 el oftalmólogo Dr Pedro F Roberts y luego de una acalorada primera discusión se establecieron los objetivos científicos y educativos que aún se mantienen vigentes, excluyendo taxativamente los asuntos gremiales.
El primer Estatuto de la que nació como Sociedad Médica Argentina fue aprobado el 1 de septiembre de 1891 y el 5 del mismo mes se eligió al primer Presidente Dr Emilio Coni.
Durante los primeros meses de existencia las reuniones se llevaban a cabo en el Colegio Nacional Buenos Aires, pero un año después ya se había alquilado un local propio en la entonces Calle de La Piedad (hoy Bartolomé Mitre) 556 y a poco de varias mudanzas se instalará durante el decenio 1898 a 1908 en la Calle Victoria (hoy Hipólito Irigoyen) 1131 y en la década siguiente en Lavalle 638, cuando la envergadura de sus actividades hace necesario pensar en una sede propia y permanente.
La concreción de este objetivo es el que llevará a cambiar el nombre de Sociedad Médica Argentina por el de Asociación Médica Argentina en 1913 y finalmente en 1916 logró de la Municipalidad de la Ciudad de Buenos Aires la cesión por cincuenta años del predio de Avenida Santa Fe 1171, con el compromiso de construir un edificio de valor no menor de $ m/n 50.000, una ingente suma en aquellos años.
La piedra fundamental de la que hoy sigue siendo la Sede Central de la AMA se colocó el 5 de abril de 1918 y la Comisión Directiva de entonces se propuso recaudar los fondos necesarios entre los socios, con tal éxito que en mayo de 1919 se inauguraron parte de las instalaciones. Los arquitectos a quienes se encargó la obra fueron Erausquín y San Martino que acababan de terminar el Yacht Club Argentino que aún se levanta en Puerto Madero; el proyecto que concretaron se enmarca en la corriente académica de mediados del siglo XIX y principios del XX, transgredida por algunos detalles eclécticos y es el aspecto que aún mantiene su fachada pese a agregados posteriores a que obligaron la diversidad de actividades de la Asociación.  Cabe decir que la sesión del predio por la Municipalidad de la Ciudad de Buenos Aires se transformó en donación permanente en 1966, cuando era presidente de la nación el doctor Arturo Illia.
Durante esos primeros años de existencia, la actividad científica era continua e innovadora; solo se enumeran algunas sesiones que contribuyeron a difundir el conocimiento que muchos profesionales adquirían en el exterior o métodos terapéuticos de su propia creación, mencionemos solo los primeros dos años: Juan B. Justo, uno de los fundadores de la AMA realizó en 1891 una comunicación sobre la operación de Letievant-Estlader; Wernicke presentó un nuevo parásito descubierto por él; en 1892 Lagleyze comunicó un método operatorio para el estrabismo que llegaría a ser clásico; un análisis pormenorizado sería tedioso, pero ya el mismo año de 1892 la AMA creó once Secciones para que alberguen el conocimiento de otras tantas especialidades; el desarrollo incesante de estos conocimientos especiales hará que en 1919 se reformen los Estatutos para que la Asociación pueda contener en su seno Sociedades específicas para cada especialidad, que en los primeros 50 años incluirán Medicina Interna, Cirugía, Biología, Higiene, Microbiología, Radio y Electrografía, Neurología, Psiquiatría, Nipiología, Urología Otorrinolaringología, Medicina Legal y Toxicología, Historia de la Medicina, Ortopedia, Medicina Social, Endocrinología, Nutrición y Medicina Industrial. Muchas de ellas se transformaron con el tiempo en sociedades autónomas, pero podemos decir de la Asociación Médica Argentina que es la madre de casi todas las sociedades médicas argentinas.
Con la incorporación de la Sociedad Médica de La Plata en 1919 comenzó una necesaria federalización que siguió con un convenios con el Círculo Médico de Córdoba, de Mendoza, Alto Valle del Río Negro y Neuquén. Esta tarea continua hoy, desarrollada por la Escuela de Graduados de AMA (EGAMA) y EDUVIRAMA (Educación Virtual de AMA), desarrollando cursos y actividades de educación médica continua, presenciales y a distancia, en CABA, La Plata, Córdoba, San Juan, Salta y Santiago del Estero.
La Escuela de Graduados de AMA, una creación de los años ´50 que la Asociación revitalizó ´hace dos décadas, promueve y supervisa hoy más de setenta cursos de distintas disciplinas, desde Carreras de Especialista hasta cursos de actualización, y la modalidad a distancia le permite cubrir todo el territorio nacional.
En los últimos quince años el incremento de actividades han obligado a extender la sede social a dos edificios recientemente adquiridos, una en Santa Fe 1175, adjunto a la Sede original y otro en Santa Fe 1218.
Por último, la comunicación con la sociedad es fluida, la Revista de la Asociación Médica Argentina, cuyo primer número se publicó en 1892, es la publicación periódica médica más antigua del país, vigente y sin interrupciones; mensualmente se comunica las actividades a través de su Boletín Informativo, ambos disponibles en la página de la AMA.